# Parafia Wniebowzięcia Najświętszej Maryi Panny w Kurzelowie
Parafia Wniebowzięcia Najświętszej Maryi Panny – parafia rzymskokatolicka w Kurzelowie. Erygowana w 1136. Należy do dekanatu włoszczowskiego diecezji kieleckiej. 